# 克雷斯皮扬
克雷斯皮扬（法語：Crespian，法語發音：[kʁɛspjɑ̃]）是法国加尔省的一个市镇，位于该省中西部，属于尼姆区。

## 地理
克雷斯皮扬（43°52'55"N, 4°5'46"E）面积7.91 平方千米，位于法国奧克西塔尼大區加尔省，该省份为法国南部沿海省份，南端濒地中海，北起顺时针与阿尔代什省、沃克吕兹省、罗讷河口省、埃罗省、阿韦龙省和洛泽尔省接壤。
与克雷斯皮扬接壤的市镇（或旧市镇、城区）包括：戛纳和克莱朗、孔巴、蒙米拉、圣马梅尔迪加尔、维克-勒费斯克。

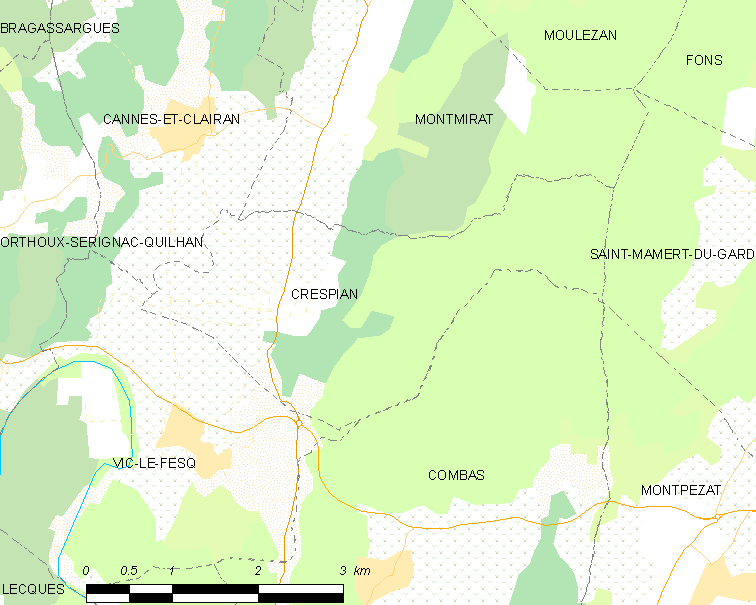
克雷斯皮扬的OSM定位图

克雷斯皮扬的时区为UTC+01:00、UTC+02:00（夏令时）。

## 行政
克雷斯皮扬的邮政编码为30260，INSEE市镇编码为30098。

## 政治
克雷斯皮扬所属的省级选区为卡尔维松县。

## 人口

1962-2008年间克雷斯皮扬人口变化图示

克雷斯皮扬于2022年1月1日时的人口数量为493人。